# Hemhem-Krone
Eine Hemhem-Krone ist eine besonders sorgfältig gearbeitete Form der altägyptischen Atef-Krone. Manchmal wird sie auch als „Dreifache Atef-Krone“ bezeichnet, da sie aus drei Atef-Kronen mit sechs Sonnenscheiben auf einem Widdergehörn besteht, an welchem sich mindestens zwei Uräen befinden (Uräenkranz).

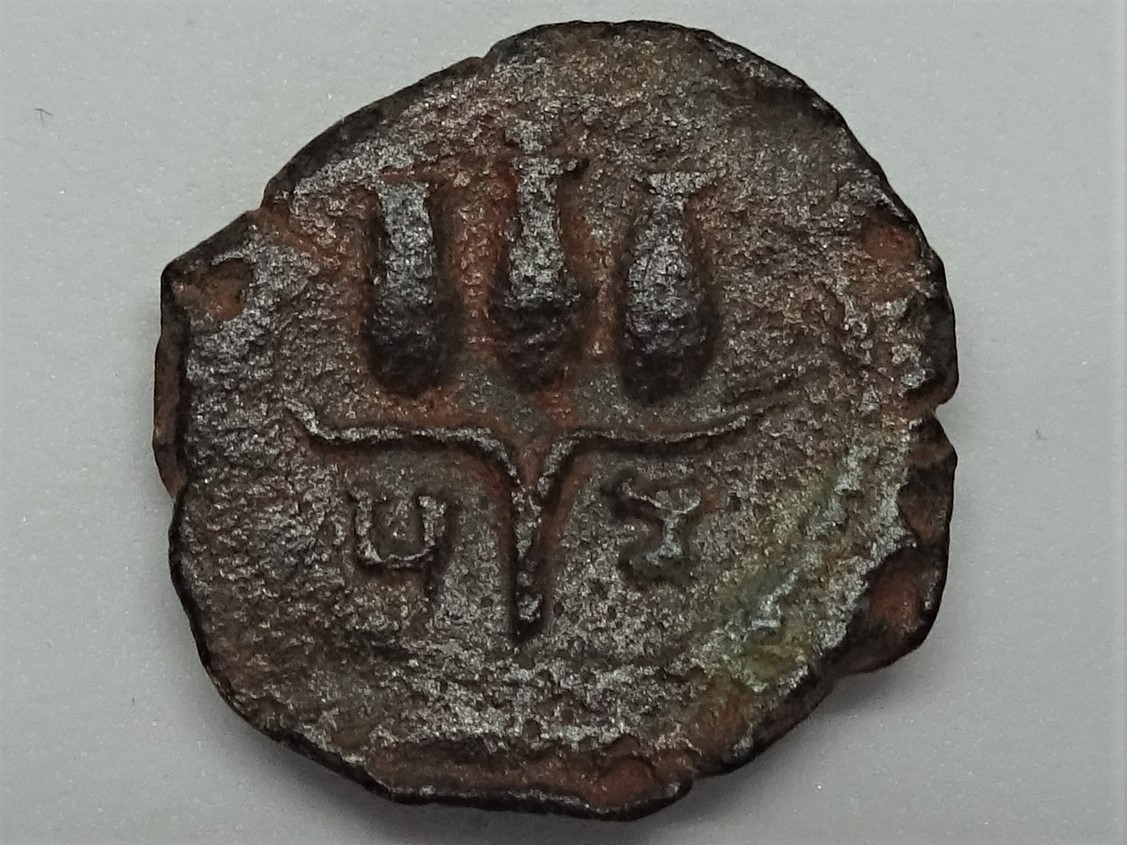
Hemhem-Krone auf Münze, Alexandria, Trajan Jahr 17

Erstmals ist sie für die 18. Dynastie, namentlich für den König (Pharao) Thutmosis I. belegt. Eine ungewöhnliche Abbildung fand sich auf der Rückseite des vergoldeten Thrones im Grab von Tutanchamun, der die Hemhem-Krone statt auf einem Nemes-Kopftuch auf einer Perücke mit einem Sesched-Band trug. Diese seltene Kombination entspricht der Ikonografie des Kindgottes Hor-pa-chered im Kalabscha-Tempel, den der römische Kaiser Augustus entsprechend dekorierte.
Die Krone, die nur bei bedeutenden Zeremonien getragen wurde, symbolisierte die Macht und das göttliche Amt des Königs. Die Verwendung der Krone ist noch auf Münzen bis in die römische Epoche belegt (auf einer kleinen alexandrinischen Bronzemünze im 17. Regierungsjahr Kaiser Trajans).